# Hogon

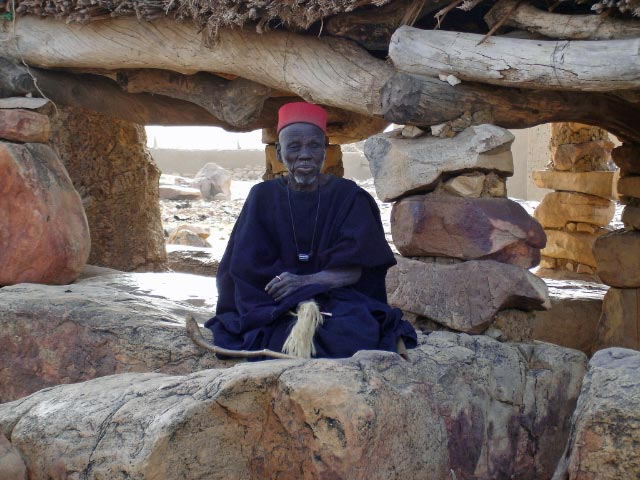
Egy hogonról készült fénykép Maliban.

A hogon egy dogon falu szellemi vezetője, aki fontos szerepet játszik a dogon vallásban.

## Egy hogon élete

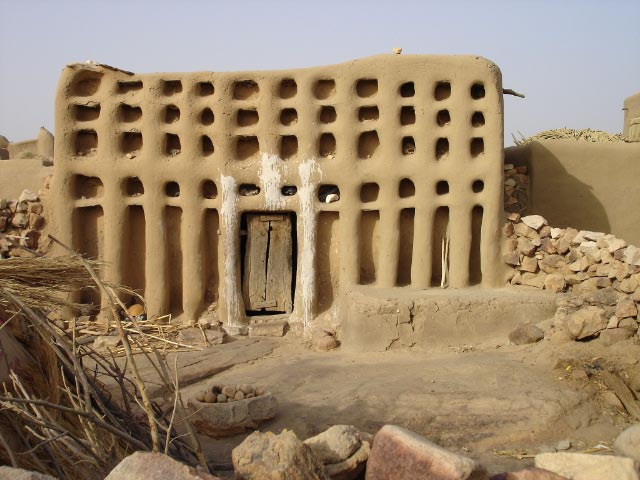
Egy hogon háza.

A hogon egyszerre vallási és világi vezető; a tisztség lehet örökletes vagy választható a falu vénei közül - a szokások helyenként változnak. A hogon mindig férfi. A választás után több hónapot kell mosakodás és borotválkozás nélkül eltöltenie. A beavatás után piros sapkát és gyöngyös karkötőt visel. A hogonok nőtlenségben (cölibátus) élnek, de a falu egyik leánya szolgálhat számukra cselédként. A hogonhoz senki sem érhet hozzá.

## Szertartások

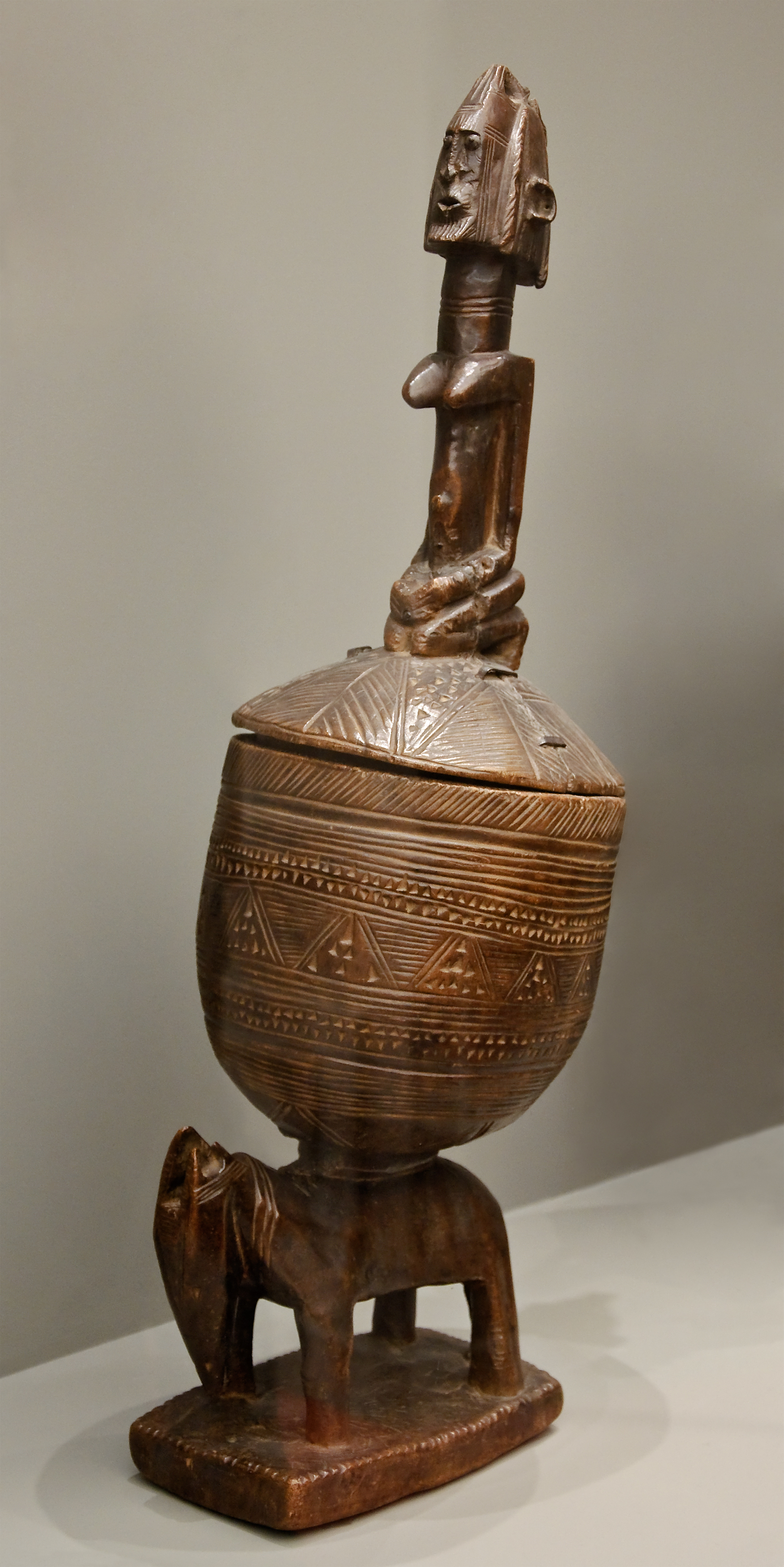
Egy hogon kehely (Ogo banya), amelyet különösen a hogonok beiktatási szertartásakor használtak. Musée du quai Branly, Párizs, Franciaország.

A hogon kulcsszerepet játszik a falusi vallási ünnepeken, valamint a jó termés biztosításában.
A hogon központi szerepet játszik számos termékenységi és házassági szertartásban, amelyek szorosan kapcsolódnak a dogon eredetmítoszokhoz.
A hogon a szertartásokat a Sanctuaire de Binou-ban, egy különleges épületben végezheti, amelynek ajtaját kövekkel zárják el.

## Az első hogon születése a dogon teremtésmítosz szerint
A legenda szerint az első hogon, Lebe, egy nommó leszármazottja volt. Egy másik nommo megette őt, és szellemeik összeolvadtak; a nommó új formában öklendezte ki Lebét (részben emberi és részben szellemi), valamint vele együtt bőséges folyadékot, amely alakította a tájat.

## Fordítás
Ez a szócikk részben vagy egészben  a   Hogon című angol Wikipédia-szócikk ezen változatának fordításán alapul.  Az eredeti cikk szerkesztőit annak laptörténete sorolja fel. Ez a jelzés csupán a megfogalmazás eredetét és a szerzői jogokat jelzi, nem szolgál a cikkben szereplő információk forrásmegjelöléseként.